# Wilhelm Rohnert
Siegmund Wilhelm Rohnert (* 1. August 1837 in Oberlistingen; † 30. März 1908 in Breslau) war ein lutherischer Theologe und Pastor.

## Leben
Wilhelm Rohnert war von 1861 bis 1866 Rektor der Stadtschule in Rodenberg/Deister und wurde in dieser Zeit 1863 zum Predigtamt ordiniert. Anschließend war er bis 1885 Pastor der Zionsgemeinde in Steinbach-Hallenberg, mit der er 1874 aus der Landeskirche austrat und sich dem Oberkirchencollegium (OKC) der Evangelisch-Lutherischen Kirche in Preußen unterstellte. 1885 wurde er auf die Stelle des Pastors der altlutherischen Gemeinde in Waldenburg berufen, wo er 1907 in den Ruhestand versetzt wurde.
Rohnert wurde als Mitglied des Bibelbundes dafür bekannt, ein vehementer Vertreter der Lehre von der Irrtumslosigkeit der Bibel zu sein. Er war der Überzeugung, dass diese Lehre von Luther und den lutherischen Bekenntnisschriften vertreten wurde. Besonders heftig setzte er sich mit den Vertretern der Positiven Theologie auseinander, die zwar die Inspiration der Heiligen Schrift aber nicht ihre Unfehlbarkeit vertraten, so z. B. mit Luthardt, Frank, Zahn, Zöckler, von Hofmann und Cremer.

## Werke (Auswahl)
- Die lutherische Zionsgemeinde Steinbach-Hallenberg. Ihre Gründung und ihr erstes Lebensjahr, in kurzen Zügen dargestellt, Gotha 1875.
- Die mauritianische Kirchenreform in der Herrschaft Schmalkalden, Steinbach-Hallenberg 1879.
- Kirche, Kirchen und Sekten samt deren Unterscheidungslehren. Nach dem Worte Gottes und den lutherischen Bekenntnissen, Leipzig 1882.
- Die missourische Gnadenwahllehre und ihre Bekenntniswidrigkeit, Schmalkalden 1883.
- Die Inspiration der heiligen Schrift und ihre Bestreiter. Eine biblisch-dogmengeschichtliche Studie, Leipzig 1889.
- Was lehren die derzeitigen deutschen Professoren der evangelischen Theologie über die heilige Schrift und deren Inspiration? I. Konfessionelle Lutheraner und Vereinslutheraner, Leipzig 1892.
- Die Dogmatik der evangelisch-lutherischen Kirche. Mit Berücksichtigung des Dogmengeschichtlichen, zunächst den bekenntnistreuen Geistlichen und den Theologie-studierenden dargeboten, Braunschweig/Leipzig 1902.
- Unsere Kirchenliederdichter. Eine Beigabe zum Gesangbuch für die evangelisch-lutherische Kirche, sowie auch zu anderen guten Gesangbüchern, Elberfeld 1905.